# خانواده گریفن

از سمت چپ به راست: برایان، لوویس، پیتر، استووی، کریس و مگ

خانواده گریفن (به انگلیسی: Griffin Family) خانواده‌ای خیالی در مجموعه پویانمایی مرد خانواده می‌باشد.